# Saint-Just (Lyon)
Pour les articles homonymes, voir Saint-Just.
Le quartier de Saint-Just (prononcé /sɛ̃ ʒy/) est situé dans le 5e arrondissement de Lyon, sur la colline de Fourvière, à l'ouest de la ville. Il doit son nom au 13e évêque de Lyon, Just de Lyon, au IVe siècle.

## Situation du quartier

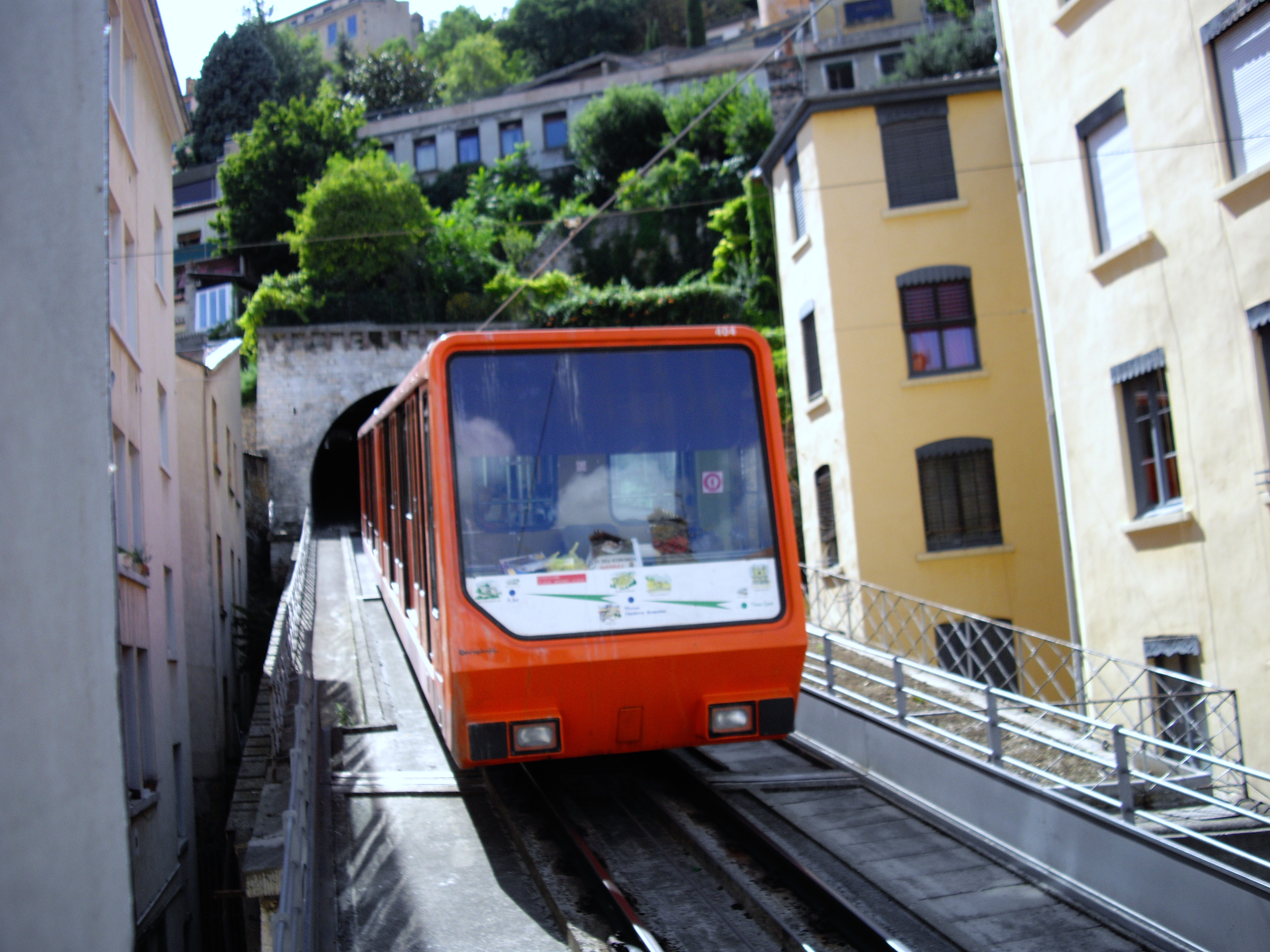
Le funiculaire de Saint-Just.

Saint-Just est construit le long de la rue de Trion et s'étend de la place de Trion à l'ouest, jusqu'à la place des Minimes à l'est.
- Au nord-ouest, de la place de Trion, on peut rejoindre le quartier Gorge de Loup, dans le 9e arrondissement, par la rue Pierre Audry.
- À l'ouest, on peut rejoindre le quartier du Point-du-Jour, par la montée de la Favorite.
- Au sud, on peut accéder au quartier Saint-Irénée par la rue Saint-Alexandre ou la rue des Macchabées et aussi la commune limitrophe de Sainte-Foy-lès-Lyon.
- Au nord-est, on peut rejoindre Fourvière et le quartier de l'Antiquaille
- Au sud-ouest, de nombreuses rues mènent à la montée de Choulans, en direction de Saint-Georges, puis de Perrache.
- À l'est, la montée du Gourguillon mène vers le Vieux Lyon.

Le quartier est desservi par les arrêts de bus Saint-Just, Trion et Saint-Alexandre (C20, C21 55, 66 et 90), ainsi que par les arrêts du funiculaire Saint-Just et Minimes - Théâtres Romains.

## Histoire
Le quartier est bâti sur un « col », entre les collines de Fourvière et Saint-Irénée. Il constitue un accès au plateau ouest lyonnais.
À l'époque romaine, le quartier est situé en dehors de la ville. Une nécropole se développe le long des voies. À l'époque paléo-chrétienne[Quoi ?], la vénération des tombes des premiers chrétiens conduit à la construction d'une basilique funéraire d'abord dédiée aux Maccabées, puis à saint Just, 13e archevêque de la ville au VIe siècle. La basilique Saint-Just est reconstruite à plusieurs reprises. Au XIIe siècle, le chapitre fait reconstruire l'église et un cloître fortifié. C'est alors la seconde plus grande église de la ville après la primatiale Saint-Jean et elle accueille de nombreux hôtes de marque (Célestin V, Innocent IV, saint Louis, Louis XI).
Au Moyen Âge, ce bourg était situé entre l'enceinte de la ville de Lyon et celle du chapitre de Saint-Irénée, barons du lieu. 
En 1562, la basilique Saint-Just est détruite par les protestants, et l'église Saint-Just est construite peu après à environ 200 m de l'ancienne, à l'intérieur de la ville close de Lyon.
En 1878, le quartier est relié au Vieux Lyon par le funiculaire de Saint-Just. La station Saint-Just est également la tête de ligne des trams de la Compagnie Fourvière - Ouest Lyonnais (FOL) en direction ou en provenance de Mornant et Vaugneray.
Aujourd'hui, le quartier de Saint-Just est un quartier résidentiel. Le millier d'élèves du lycée de Saint-Just, du collège Jean-Moulin et des classes préparatoires à CPE, participent à la vie de ce quartier.

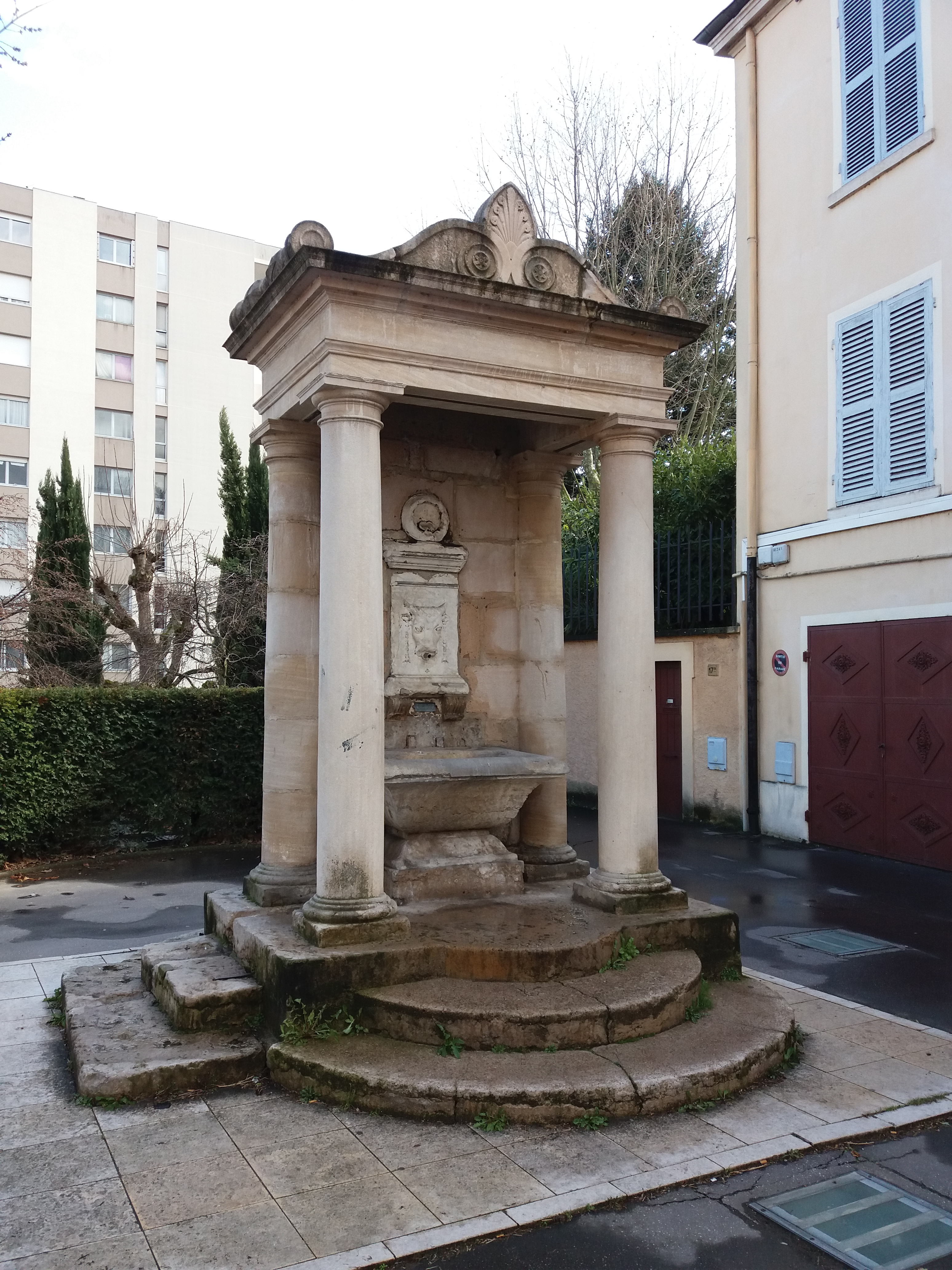
Fontaine du Taurobole
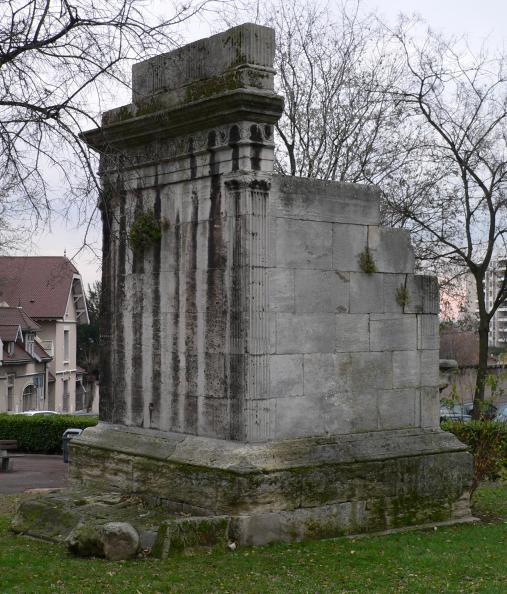
Tombeau de Turpio
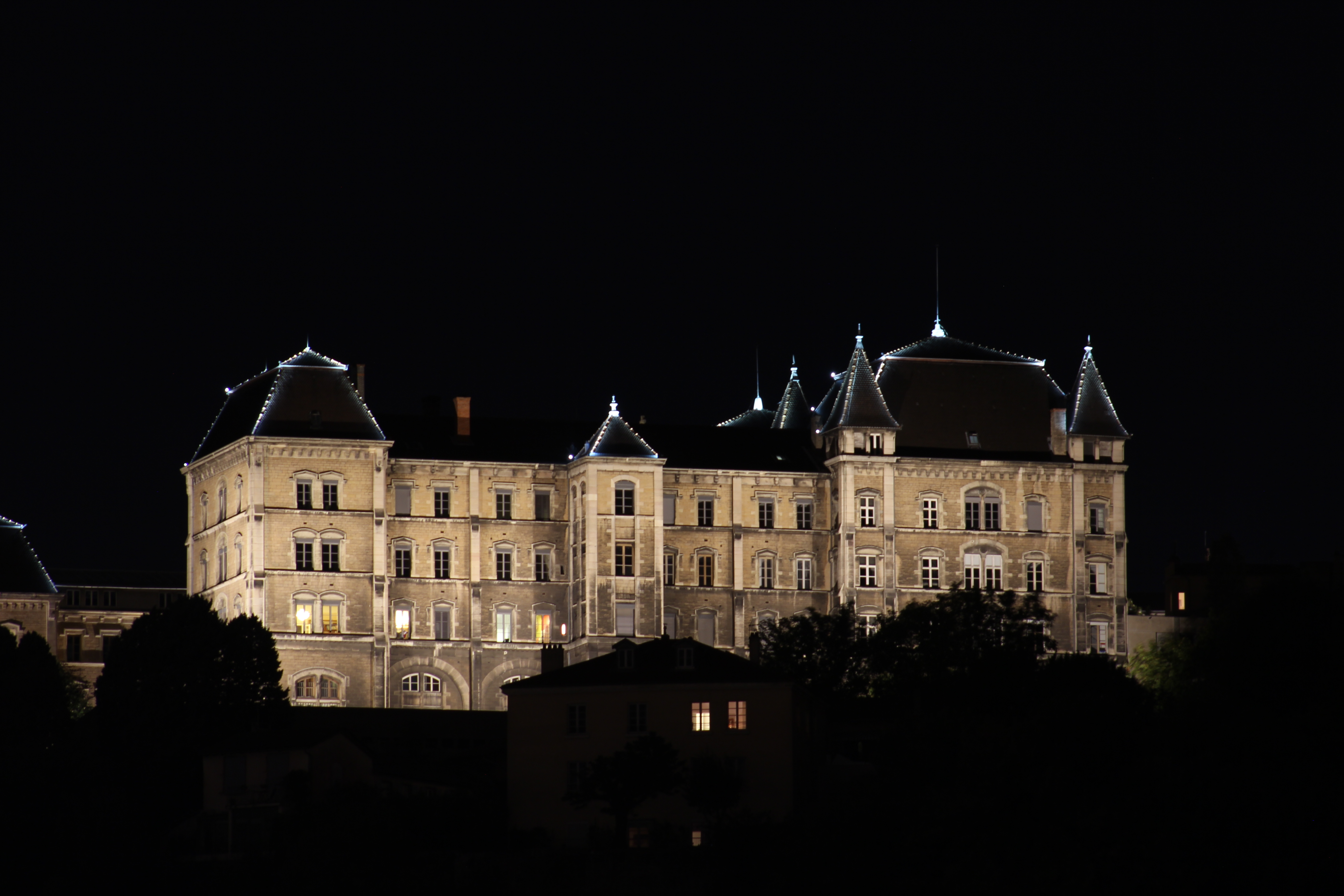
Le lycée de Saint-Just
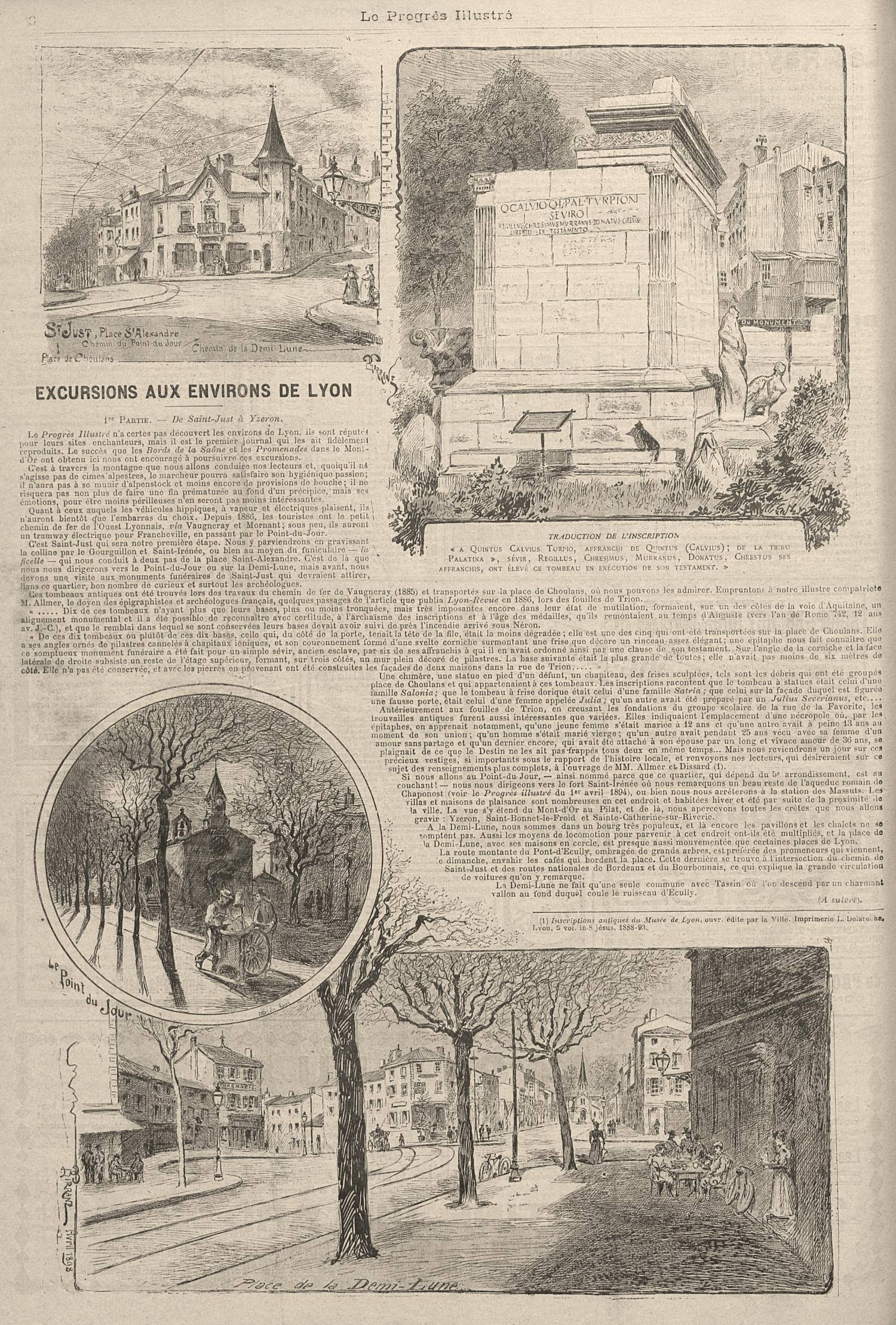
Gravure dans le Progrès du 1er mai 1898 de la place Saint Alexandre.

## Dans la fiction
- L'action du roman Les Six Compagnons et la Princesse noire (1971) se déroule en partie dans le quartier Saint-Just.